# Neastymachus
Neastymachus is een geslacht van vliesvleugeligen uit de familie Encyrtidae. De wetenschappelijke naam van dit geslacht is voor het eerst geldig gepubliceerd in 1915 door Girault.

## Soorten
Het geslacht Neastymachus omvat de volgende soorten:
- Neastymachus angustifrons (Shafee, Alam & Agarwal, 1975)
- Neastymachus auraticorpus Girault, 1915
- Neastymachus axillaris Singh, Agarwal & Basha, 1991
- Neastymachus burksi (Shafee, Alam & Agarwal, 1975)
- Neastymachus cerococci (Shafee, Alam & Agarwal, 1975)
- Neastymachus delhiensis (Subba Rao, 1957)
- Neastymachus dispar Prinsloo, 1996
- Neastymachus japonicus (Tachikawa, 1970)
- Neastymachus latiscapus Singh, Agarwal & Basha, 1991
- Neastymachus luteus (Nikol'skaya, 1952)
- Neastymachus orthanes Noyes, 2010
- Neastymachus peyries Noyes, 2010
- Neastymachus secundus (Trjapitzin, 1962)